# Araceli Lemos
Araceli Maria Pereira Lemos (Inhangapi, 29 de maio de 1958) é uma historiadora, professora e política brasileira. Filiada ao Partido Socialismo e Liberdade (PSOL), foi deputada estadual do Pará por dois mandatos.

## Biografia

### Primeiros anos e formação acadêmica
Araceli nasceu na cidade de Inhangapi, no interior do Pará, no ano de 1958. Mudou-se para Belém, capital do estado, para cursar História na Universidade Federal do Pará (UFPA). Pela mesma universidade, realizou especialização no âmbito de metodologia e pesquisa histórica na Amazônia.

### Atuação
Formada historiadora, foi professora da rede estadual paraense, onde atuou no magistério por três décadas, e se aposentou na carreira estadual. Também lecionou durante dois anos no Colégio Tenente Rego Barros, pertencente à Força Aérea Brasileira (FAB), mas licenciou-se do cargo para entrar na política partidária.

## Política
Filiada ao Partido dos Trabalhadores (PT), no ano de 1998, foi eleita ao cargo de deputada estadual do Pará, após obter 10.336 votos. Licenciou-se da Assembleia Legislativa do Pará (ALEPA) e concorreu a prefeitura de Castanhal. Em coligação com o Partido Comunista do Brasil (PCdoB), a chapa obteve o 9.874 votos, tendo sido eleito Paulo Titan (PMDB).
No ano de 2002, foi reconduzida ao cargo na ALEPA após receber uma 36.825 votos, triplicando sua votação no último pleito. Fomentou em 2004, uma frente de esquerda para a disputa da prefeitura de Castanhal. Além do PT e PCdoB, Araceli articulou um palanque composto também pelo Partido Socialista Brasileiro (PSB) e Partido Popular Socialista (PPS). A chapa alcançou o segundo lugar, derrotada por Hélio Leite (PMDB).
Saiu do PT e migrou para o Partido Socialismo e Liberdade (PSOL), dissidência petista formada por filiados que discordavam da linha política adotada por Luiz Inácio Lula da Silva em seu primeiro governo. Pelo PSOL, no ano de 2006, concorreu uma vaga a Câmara dos Deputados, porém não obteve êxito eleitoral. Em 2010, novamente pleiteou uma vaga na ALEPA, alcançando a suplência do partido.
Após oito anos sem disputar um cargo eletivo, no ano de 2018, foi candidata a 1ª suplente no Senado em chapa encabeçada por Úrsula Vidal (PSOL). A chapa não obteve êxito eleitoral, após Jader Barbalho (MDB) e Zequinha Marinho (PSC) terem sido eleitos.
Em 1º de março de 2023, foi indicada pelo prefeito de Belém, Edmilson Rodrigues (PSOL), para assumir a Secretaria Municipal de Educação (Semec) do município.
Após envolver-se numa polêmica no início do ano com o Sindicato dos Professores do Pará (SINTEPP), após chamar de 'terroristas' e 'gado bolsonarista' aos professores que protestavam por direitos trabalhistas em um evento da rede municipal, Rodrigues optou por bancar a nomeação de Araceli no cargo.

### Desempenho eleitoral
| Ano  | Cargo                      | Partido | Votos   | Resultado  | Ref.   |
| ---- | -------------------------- | ------- | ------- | ---------- | ------ |
| 1998 | Deputada estadual do Pará  | PT      | 10.336  | Eleita     | [ 7 ]  |
| 2000 | Prefeita de Castanhal      | PT      | 9.784   | Não eleita | [ 1 ]  |
| 2002 | Deputada estadual do Pará  | PT      | 36.825  | Eleita     | [ 8 ]  |
| 2004 | Prefeita de Castanhal      | PT      | 22.883  | Não eleita | [ 9 ]  |
| 2006 | Deputada federal pelo Pará | PSOL    | 31.986  | Não eleita | [ 11 ] |
| 2010 | Deputada estadual do Pará  | PSOL    | 4.840   | Não eleita | [ 12 ] |
| 2018 | 1ª suplente do Senado      | PSOL    | 585.344 | Não eleita | [ 17 ] |

## Obras
- Inconcedências - Um Mandato Socialista Frente ao Neoliberalismo, Editora Unama, 2002.[18]